# Al-Ashraf Sha'ban
Al-Ashraf Sha'ban, död 1377, var en egyptisk monark. Han var regerande sultan i Mamluksultanatet Egypten mellan 1363 och 1377.